# تاريخ الدرعيات

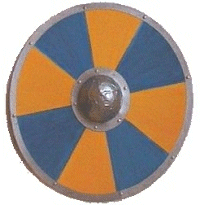
إعادة بناء درع مستدير من أوائل العصور الوسطى (العصر الكارولنجي) بزخرفة "متوهجة".

يُقصد بشعارات النبالة نظام التعريف البصري للرتبة وسجل النسب الذي تطور في العصور الوسطى الأوروبية، والذي ارتبط آنذاك ارتباطًا وثيقًا بثقافة الفروسية، والمسيحية اللاتينية، والحروب الصليبية، والأرستقراطية الإقطاعية، والملكية. تطورت تقاليد شعارات النبالة بشكل كامل في القرن الثالث عشر، وازدهرت وتطورت أكثر خلال أواخر العصور الوسطى وأوائل العصر الحديث. اقتصرت الشعارات في الأصل على النبلاء، وتبناها العوام الأثرياء في أواخر العصور الوسطى (شعارات النبالة البرجوازية). تطورت كذلك تقاليد معينة من شعارات النبالة الكنسية في أواخر العصور الوسطى. ارتبطت شعارات نبالة العائلات النبيلة، بعد فنائهم، في كثير من الأحيان، بالأراضي التي اعتادوا امتلاكها، ما أدى إلى ظهور شعارات النبالة البلدية بحلول القرن السادس عشر.
انتشرت شعارات النبالة الغربية خارج موطنها الأصلي في العالم المسيحي اللاتيني في القرن السابع عشر، واعتُمدت تقاليد شعارات النبالة الغربية في الإمبراطورية الروسية.
تراجعت أهمية تقاليد شعارات النبالة، مع تراجع الملكيات الأوروبية لصالح الجمهوريانية في القرنين التاسع عشر والعشرين، ولكن لا تزال الأعلام الوطنية الحديثة والشعارات الوطنية التي اعتُمدت في القرنين التاسع عشر والعشرين تستخدم، في كثير من الأحيان، عناصر موروثة من تقاليد شعارات النبالة.

## شعارات النبالة البدئية (القرن الثاني عشر)
يُحتفظ بتقاليد القرن الثاني عشر غالبًا في شكل الأختام الفروسية المشهورة في ذلك الوقت، والتي تظهر النبيل كمحارب مسلح بالكامل على ظهور الخيل. تظهر أختام الفروسية المبكرة دروعًا بسيطة. ظهرت، منذ منتصف القرن الثاني عشر، في بعض الأحيان، تصاميم شعارات النبالة البدئية، مع ظهور الدرع بصورة طبيعية، كجزء من تسليح الفارس، والذي غالبًا ما يُعرض بشكل جانبي أو محجوب جزئيًا. لا يزال ختم إنغوراند للفروسية (إنغلرام)، كونت سانت بول (ثلاثينيات القرن الثاني عشر أو أربعينيات القرن الثاني عشر) يظهر درعًا بسيطًا، مع عرض ما سيصبح في ما بعد حقل الشعار (وهو عبارة عن حزم من الذرة) حول الحصان. تظهر الأختام، التي تعرض شعارات نبالة حقيقة على هيئة درع، مع نهاية القرن الثاني عشر أو أوائل القرن الثالث عشر.
بدأت الأختام التي تحتوي على عناصر ذات طابع واضح يتعلق بشعارات النبالة في الظهور في الثلث الثاني من القرن الثاني عشر. تظهر عددًا من الأختام، التي يرجع تاريخها إلى ما بين 1135 و1155، استعمال شعارات النبالة في إنجلترا وفرنسا وألمانيا وإسبانيا وإيطاليا. ارتبط أحد الأمثلة البارزة لختم شعارات النبالة المبكرة بميثاق منحه فيليب الأول، كونت فلاندرز، في عام 1164. لا تظهر الأختام التي تعود إلى الجزء الأخير من القرن الحادي عشر وأوائل القرن الثاني عشر أي دليل على وجود رموز شعارات النبالة، ولكن بحلول نهاية القرن الثاني عشر، انطبعت الأختام بشعارات النبالة على نحو موحد.
تُعد أختام هاينريش الأسد، المنتمي لأسرة فلف، دوق ساكسونيا (1142-1180) وبافاريا (1156-1180) إحدى أقدم الأختام الفروسية ذات العلاقة بشعارات النبالة. بلغت عدد الأختام المعروفة لهاينريش سبعة أختام. يعرض الثاني فحسب، من بين السبعة، أسدًا مميزًا على درعه. ملحق بهذا الختم وثيقتان يرجع تاريخهما إلى عام 1146. من المحتمل تواجد الأسد كذلك على الختم الأول (عام 1142 تقريبًا)، ولكن لم يعد من الممكن التعرف عليه. يرجع ختم أوتوكار الثالث دوق شتاير مارك، ختم فروسية مماثل لهذه الأختام، للعصور القديمة، إذ يعود تاريخه إلى سنة 1160، مع تواجد شكل مبكر من النمر الستيري على درعه.
يمكن رؤية أقدم تصوير موجود لشعار نبالة ملون على قبر جيفري الخامس كونت أنجو، الذي توفي عام 1151. يصوره الشعار، بتكليف من أرملة جيفري بين سنتي 1155 و1160، حاملًا درعًا أزرق مزينًا بستة أسود ذهبية هائجة. يرتدي جيفري خوذة زرقاء مزينة بأسد آخر، مع رداء مبطن بالفرو. يذكر سجل يرجع إلى العصور الوسطى أن جيفري قد أُعطي درعًا بهذا الوصف عندما منحه والد زوجته هنري الأول لقب فارس عام 1128، لكن هذا السجل يعود على الأرجح إلى عام 1175 تقريبًا. أقدم دليل على ارتباط الأسود بالتاج الإنجليزي هو ختم يحمل أسدين، استخدمه الملك المستقبلي جون لاكلاند خلال حياة والده هنري الثاني الذي تُوفي سنة 1189. يبدو افتراض استلهام تبني هنري أو أبنائه أسودًا كشعار نبالة من درع جيفري منطقيًا، نظرًا لأن هنري هو ابن جيفري. يُعتقد أن شقيق جون الأكبر، ريتشارد قلب الأسد، الذي خلف والده على العرش، كان أول من حمل شعار الأسود الثلاثة، الذي لا يزال شعار إنجلترا، بعد أن استخدم في وقت سابق شعار أسدين هائجين، والذي قد يكون خاصًا بوالده أيضًا. يعود الفضل أيضًا إلى ريتشارد في ابتداع الشعار الإنجليزي لأسد منتصب (اسمه الآن الحارس المنتصب).
يرجع تاريخ الإشارة المبكرة إلى الدروع بوصفها شعارات نبالة في الأدب الألماني العالي الأوسط إلى القرن الثاني عشر أيضًا. وُصفت تصاميم الدرع في الكايزركرونيك (1150-1170 تقريبًا)، كالخنزير الذي يحمله الرومان، وكذلك، في حالات فردية، في رولاند سلايد (1115 تقريبًا)، وكينغ روثر (1150 تقريبًا)، وإنيس فيلدكه (1170 تقريبًا)، وإريك هارتمان (1185 تقريبًا). تظهر هذه الدروع في سياق أوسع يتمثل في وصف البطل المسلح، ولا ترتبط بعد بنسب حاملها.
اعتُمدت، على نحو عام، سمتان متميزتان، على الأقل، من شعارات النبالة بوصفها منتجات للحروب الصليبية: المعطف، وهو ثوب خارجي يوضع فوق الدرع لحماية مرتديه من حرارة الشمس، وغالبًا ما يُزين بنفس الشعارات التي تظهر على درع الفارس. اشتُق مصطلح «شعار النبالة» من هذا الرداء. بدأ كذلك اللامبريكين، أو الوشاح، المتدلي من الخوذة، والمطبوع على الدرع في شعارات النبالة الحديثة، كغطاء عملي للخوذة ومؤخرة العنق خلال الحروب الصليبية، مؤديًا نفس وظيفة المعطف. يُعتقد أن حافتها المشقوقة أو المسننة، المقدمة حاليًا كزخارف مموجة، قد أنشئت كرمز للصلابة في ساحة المعركة، أو كوسيلة لإضعاف ضربة السيف، وربما لإصابة سلاح المهاجم بالاعوجاج.